# Den Hulst
Den Hulst est un village situé dans la commune néerlandaise de Dalfsen, dans la province d'Overijssel.
Depuis les années 70 les agglomérations de Den Hulst et de Nieuwleusen se touchent ; Den Hulst est désormais considéré comme la partie septentrionale de Nieuwleusen.